# Marco Weber
Marco Weber (* 28. září 1982 Karl-Marx-Stadt, NDR) je bývalý německý rychlobruslař.
V roce 2001 se premiérově zúčastnil juniorského švětového šampionátu. V závodech Světového poháru se poprvé objevil roku 2002. Na Mistrovství světa 2008 získal s německým týmem bronzovou medaili ve stíhacím závodě družstev. Zúčastnil se Zimních olympijských her 2010 (5000 m – 23. místo, 10 000 m – 10. místo). Sportovní kariéru ukončil po sezóně 2014/2015.